# Mögsjön, Dalsland
Mögsjön är en sjö i Bengtsfors kommun i Dalsland och ingår i Göta älvs huvudavrinningsområde. Sjön är 11 meter djup, har en yta på 0,553 kvadratkilometer och befinner sig 121,8 meter över havet. Sjön avvattnas av vattendraget Solviksälven.

## Delavrinningsområde
Mögsjön ingår i det delavrinningsområde (655578-130154) som SMHI kallar för Mynnar i Östra Silen. Medelhöjden är 167 meter över havet och ytan är 16,41 kvadratkilometer. Det finns ett avrinningsområde uppströms, och räknas det in blir den ackumulerade arean 20,54 kvadratkilometer. Solviksälven som avvattnar avrinningsområdet har biflödesordning 4, vilket innebär att vattnet flödar genom totalt 4 vattendrag innan det når havet efter 249 kilometer. Avrinningsområdet består mestadels av skog (85 procent). Avrinningsområdet har 1,11 kvadratkilometer vattenytor vilket ger det en sjöprocent på 6,7 procent.